# Copa Catalunya de futbol sala femenina
|  | Aquest article és sobre la competició femenina. Per a la competició masculina, vegeu Copa Catalunya de futbol sala masculina |

La Copa Catalunya de futbol sala femenina és una competició catalana de futbol sala, organitzada per la Federació Catalana de Futbol. De caràcter anual, hi competeixen els clubs de futbol sala femenins disputant una final que se celebra el mes de setembre. El dominador de la competició és l'Associació Esportiva Penya Esplugues, amb sis títols (2015, 2016, 2017, 2018, 2019, 2022).

## Historial
| En negreta = Equip guanyador (1) = Nombre de títols Nota: Noms dels equips segons l'època |

| Edició                          | Temp.   | Data       | Campió                        | Resultat | Subcampió               | Seu                                   | refs   |
| ------------------------------- | ------- | ---------- | ----------------------------- | -------- | ----------------------- | ------------------------------------- | ------ |
|                                 | 1990    |            | FSF Castelldefels (1)         |          |                         |                                       | [ 3 ]  |
|                                 | 1991    |            | FSF Castelldefels (2)         |          |                         |                                       | [ 3 ]  |
|                                 | 1992    |            | FSF Castelldefels (3)         |          |                         |                                       | [ 3 ]  |
|                                 |         |            |                               |          |                         |                                       |        |
|                                 | 2006-07 |            | FSF Castelldefels (4)         |          |                         |                                       | [ 3 ]  |
|                                 | 2007-08 |            | FS Gironella (1)              |          | AE Vallirana            |                                       | [ 4 ]  |
|                                 | 2008-09 |            | FSF Castelldefels (5)         |          |                         |                                       | [ 3 ]  |
|                                 | 2009-10 |            | FS Gironella (2)              |          | AE Vallirana            |                                       | [ 4 ]  |
|                                 | 2010-11 |            | FS Gironella (3)              |          |                         |                                       | [ 4 ]  |
|                                 | 2011-12 |            | FS Gironella (4)              |          |                         |                                       | [ 4 ]  |
|                                 | 2012-13 |            | FS Gironella (5)              | 4-1      | CEFS Rubí               | Pavelló Municipal de Martorell        | [ 5 ]  |
|                                 | 2013-14 |            | FS Gironella (6)              | 4-3      | AE Penya Esplugues      |                                       |        |
|                                 | 2014-15 | 15-06-2015 | CEFS Rubí (1)                 | 2-1      | FS Gironella            | Pavelló Municipal de Martorell        | [ 6 ]  |
|                                 | 2015-16 |            | Penya Esplugues Gironella (1) |          |                         |                                       |        |
|                                 | 2016-17 | 07-09-2016 | Penya Esplugues Gironella (2) | 2-1      | CEFS Rubí               | Pavelló Nou Congost, Manresa          | [ 7 ]  |
|                                 | 2017-18 | 08-09-2017 | AE Penya Esplugues (3)        | 2-0      | Femisport Palau Club FS | Pavelló Nou Congost, Manresa          | [ 8 ]  |
|                                 | 2018-19 | 09-09-2018 | AE Penya Esplugues (4)        | 4-1      | CD La Concòrdia         | Palau Blaugrana, Barcelona            | [ 9 ]  |
|                                 | 2019-20 | 11-09-2019 | AE Penya Esplugues (5)        | 4-0      | Mecanoviga Eixample     | Pavelló Sabadell Nord, Sabadell       | [ 10 ] |
| no es disputà entre 2020 i 2021 |         |            |                               |          |                         |                                       |        |
|                                 | 2022-23 | 04-09-2022 | AE Penya Esplugues (6)        | 3-1      | AE Les Corts            | Pavelló Esportiu Municipal, Martorell | [ 11 ] |
|                                 | 2023-24 | 27-08-2023 | AE Les Corts-UBAE (1)         | 3-0      | AECS L'Hospitalet       | Pavelló Esportiu Municipal, Martorell | [ 12 ] |
|                                 | 2024-25 | 30-12-2024 | AE Penya Esplugues (7)        | 4-0      | AE Les Corts-UBAE       | Pavelló Nou, Santa Coloma de Gramenet | [ 13 ] |